# جيم كيمبل
جيم كيمبل (بالإنجليزية: Jim Kimball)‏ هو موسيقي أمريكي، ولد في القرن العشرين.